# Ceroma langi
Espèce
Ceroma langi est une espèce de solifuges de la famille des Ceromidae.

## Distribution
Cette espèce est endémique du Botswana. Elle se rencontre vers le lac Ngami.

## Description
Le mâle holotype mesure 8 mm.

## Étymologie
Cette espèce est nommée en l'honneur de Herbert Lang.

## Publication originale
- Hewitt, 1935 : Scientific results of the Vernay-Lang Kalahari Expedition, March to September 1930. The Trapdoor Spiders, Scorpions and Solifuges. Annals of the Transvaal Museum, vol. 16, no 3, p. 459-479.